# Альфа-метилстирол
Альфа-метилстирол (α-метилстирол, изопренилбензол) — органическое соединение класса ароматических углеводородов (аренов), молекулярная формула — C₉H₁₀.
В промышленности получают алкилированием бензола пропиленом с последующим дегидрированием кумола на палладиево-никелевых катализаторах.
Подвижная бесцветная жидкость с резким специфическим запахом. Температура кипения 165,38 °C, температура плавления −23,14 °C. Удельная теплоёмкость 0,4 кал/г (°C), теплота испарения 96,66 ккал/моль, теплота полимеризации 8,4 ккал/моль, энтропия полимеризации −26 кал/моль. Растворимость в воде 0,01 % по объёму. По действию на организм близок к стиролу (яд общетоксического действия, проникает в организм в основном ингаляционным путём), ПДК: 5 мг/м³.